# Miguel Salvador Arcángel
Miguel Salvador Arcángel (mort a Alacant l'agost de 1939) fou un militar i polític espanyol, alcalde d'Alacant durant la Dictadura de Primo de Rivera.
Militar de carrera, assolí el grau de comandant d'infanteria i fou destinat a Alacant, on fou nomenat president del Casino d'Alacant. Durant la Dictadura de Primo de Rivera fou jutge militar a Alacant i encarregar de fer censura a la premsa, alhora que fou nomenat alcalde d'Alacant el 10 de gener de 1924, càrrec que va ocupar fins de desembre del mateix any.
Militant de la Falange Española, quan va esclatar la guerra civil espanyola fou empresonat al Reformatori d'Alacant, però va aconseguir escapolir-se i es passà a la zona revoltada, on fou anomenat auditor de guerra de l'Exèrcit d'Ocupació del Nord i del Llevant. Un cop acabada la contesa fou nomenat jutge especial a la Castelló de la Plana. Va morir al seu despatx l'agost del 1939 en estranyes circumstàncies quan es dedicava a la depuració d'opositors al nou règim franquista.